# 加害者，被害人
《加害者，被害人》（英文：Victim(s)）是一部2020年马来西亚华语剧情片。本片讲述着一场高中生杀人事件背后加害者和被害者的母亲寻求真相，并面对“监视型社会”下的媒体与舆论的故事。本片由季竹青执导，黄璐、林奕廷、傅显濬、许安植、韩家濠领衔主演，并集合中马韩台幕前幕后共同制作。

## 剧情简介
一晚，德城高中附件发生了一起恶意袭击事件，最终导致一死两伤的结局。隔日，高中生刘雨辰（傅显濬 饰演）到警局自首，坦承自己是这起袭击案件的凶手。死者刚子（韩家濠 饰演）来自贫穷家庭，而雨辰来自富裕家庭，一瞬间，“加害者”与“被害人”悬殊的社会地位让案件成为了社会焦点。在面对大众和媒体的舆论和压力下，雨辰的母亲（黄璐 饰演）坚信自己的儿子不是凶手，而刚子的母亲（林奕廷 饰演）则要雨辰得到应有的惩罚，以替刚子讨回公道。此时，案件的源头却指向了新来的插班生——许阡陌（许安植 饰演）身上。两位母亲为了自己的孩子，一边寻求真相，一边面对“监视性社会”下的媒体与舆论。眼睛看到的是“事实”，但未必是“真实”，藏在背后的真相，究竟会不会被揭发？

## 演员
- 黄璐 饰演 雨辰母亲，单亲母亲
- 林奕廷 饰演 刚子母亲
- 傅显濬 饰演 刘雨辰，富二代，德城高中学生
- 许安植 饰演 许阡陌，插班生，德城高中学生
- 韩家濠 饰演 刚子，德城高中学生，袭击案中唯一死者
- 陈浩严 饰演 刚子好友，德城高中学生，受害者之一
- 林健文 饰演 刚子好友，德城高中学生，受害者之一
- 陈子颖 饰演 德城高中学生，雨辰、阡陌、刚子等人的同班同学
- 雷振耀 饰演 德城高中学生，雨辰、阡陌、刚子等人的同班同学

## 奖项
《加害者，被害人》于2020年5月份代表马来西亚入围意大利乌迪内远东国际电影节（FEFF）后，在2020年6月份再度宣布入围了《第14屆FIRST青年电影展FIRST International Film Festival Xining 2020》，除了将在FIRST亚洲首映，也将角逐最佳剧情长片、最佳导演、最佳演员、最佳艺术探索、最佳电影文本、一种立场、评委会大奖7大奖项。

## 发行
本片目前还未在马来西亚或其他地区定档。